# Oleg Salenko
Oleg Anatoljevič Salenko (rus. Олег Анатольевич Саленко) (Lenjingrad, 25. listopada 1969.), ruski nogometaš.
Najpoznatiji je kao prvi i dosad jedini igrač koji je postigao pet pogodaka u jednoj utakmici Svjetskog prvenstva u nogometu, ostvarivši taj rekord u utakmici skupine Svjetskog prvenstva u SAD-u 1994. između Rusije i Kameruna 28. lipnja 1994. koju je Rusija dobila sa 6:1. Iako Rusija nije uspjela proći skupinu, izgubivši prethodne dvije utakmice, taj rekord Salenku je omogućio da s ukupno šest postignutih pogodaka podijeli naslov najboljeg strijelca prvenstva s Hristom Stoičkovim, čija je Bugarska odigrala četiri utakmice više na putu prema osvajanju 4. mjesta. Pet godina ranije Salenko je već ostvario sličan uspjeh osvojivši naslov najboljeg strijelca Svjetskog prvenstva za igrače do 20 godina 1989. godine u Saudijskoj Arabiji, na kojem je postigao pet pogodaka.
Salenko je izvan rekorda s utakmice protiv Kameruna postigao još samo jedan pogodak za Rusiju, iz jedanaesterca u porazu od Švedske na istom natjecanju četiri dana ranije, i odigrao samo devet međunarodnih utakmica, od kojih jednu za Ukrajinu. Na klupskom nivou je ipak imao prilično uspješnu karijeru, igravši za Zenit Lenjingrad, Dinamo Kijev, Logroñés, Córdobu, Valenciju, Glasgow Rangers i Istanbulspor u karijeri koja je trajala od 1986. do 2000. godine.
Naposljetku je nestao s međunarodne scene i morao rano okončati svoju karijeru zbog problema s ozljedama koji su počeli u sezoni 1996./1997. Nogometu se vratio u sezoni 2000./01. potpisavši za poljsku momčad Pogoń Szczecin. Međutim, za klub je odigrao samo jednu ligašku utakmicu i nakon toga okončao karijeru zbog problema s težinom i tjelesnim stanjem.

## Klupska statistika
| Sezona      | Klub             | Država     | Utakmice | Golovi |
| ----------- | ---------------- | ---------- | -------- | ------ |
| 1986.       | Zenit Lenjingrad | SSSR       | 11       | 3      |
| 1987.       | Zenit Lenjingrad | SSSR       | 10       | 0      |
| 1988.       | Zenit Lenjingrad | SSSR       | 26       | 7      |
| 1989.       | Dinamo Kijev     | SSSR       | 26       | 3      |
| 1990.       | Dinamo Kijev     | SSSR       | 21       | 4      |
| 1991.       | Dinamo Kijev     | SSSR       | 28       | 14     |
| 1992.       | Dinamo Kijev     | Ukrajina   | 16       | 7      |
| 1992./1993. | Logroñés         | Španjolska | 16       | 7      |
| 1993./1994. | Logroñés         | Španjolska | 31       | 16     |
| 1994./1995. | Valencia         | Španjolska | 25       | 7      |
| 1995./1996. | Glasgow Rangers  | Škotska    | 14       | 7      |
|             | Istanbulspor     | Turska     | 15       | 11     |
| 1996./1997. | Istanbulspor     | Turska     | 1        | 0      |
| 1997./1998. | Istanbulspor     | Turska     | 2        | 0      |
| 1999./2000. | Córdoba          | Španjolska | 3        | 0      |
| 2000./2001. | Pogoń Szczecin   | Poljska    | 1        | 0      |